# Екатерина Померанская (1465—1526)
Екатерина Померанская-Волгаст (нем. Katherine von Pommern-Wolgast; 1465 — 1526) — жена Генриха IV, герцога Брауншвейг-Люнебургского, принца Вольфенбюттеля. Дочь Эрика II, герцога Померанского-Волгастского и Софии Померанского-Столп.
Была покровительницей врача Евхария Ресслина Старшего, который посвятил ей свою работы «Der Rosengarten», основополагающую работу по родам.

## Дети
Екатерина вышла замуж за Генриха в 1486 году. Их дети:
- Кристоф Спендрифт (ок. 1487—1558), принц-архиепископ Бременский.
- Екатерина (ок. 1488 — 29 июня 1563 г.) вышла замуж за герцога Магнуса I Саксен-Лауэнбургского в ноябре 1509 г.
- Генрих (1489—1568)
- Франц (ок. 1492—1529), принц-епископ Минденский.
- Георг (1494—1566), принц-архиепископ Бременский.
- Эрих (ок. 1500—1553), присоединился к Тевтонскому ордену.
- Вильгельм (умер в 1557 г.), вступил в Тевтонский орден.
- Елизавета, аббатство Стетербурга (часть сегодняшнего Зальцгиттера)
- Иоганн (умер ребёнком)